# Lautrec (film, 1974)
Pour les articles homonymes, voir Lautrec.
Pour plus de détails, voir Fiche technique et Distribution.
Lautrec est un film britannique réalisé par Geoff Dunbar, sorti en 1974.

## Synopsis
Les croquis de Henri de Toulouse-Lautrec s'animent.

## Fiche technique
- Titre : Lautrec
- Réalisation : Geoff Dunbar
- Scénario : Geoff Dunbar
- Musique : Laurie Scott Baker
- Montage : Terry Brown
- Société de production : Dragon Productions
- Pays de production :  Royaume-Uni
- Genre : Animation
- Durée : 6 minutes
- Dates de sortie : 
  - Royaume-Uni : 1974

## Distinctions
Le film a reçu la Palme d'or du court métrage lors du Festival de Cannes 1975.